# Australomisidia pilula
Espèce
Synonymes
- Xysticus pilula L. Koch, 1867
- Xysticus daemelii L. Koch, 1874
- Diaea blanda L. Koch, 1875

Australomisidia pilula est une espèce d'araignées aranéomorphes de la famille des Thomisidae.

## Distribution
Cette espèce est endémique de l'Est de l'Australie.

## Publication originale
- L. Koch, 1867 : Beschreibungen neuer Arachniden und Myriapoden. II. Verhandlungen der Kaiserlich-Königlichen Zoologisch-Botanischen Gesellschaft in Wien, vol. 17, p. 173-250 (texte intégral).